# Diocesi di Noba
La diocesi di Noba (in latino: Dioecesis Nobensis) è una sede soppressa e sede titolare della Chiesa cattolica.

## Storia
Noba, nell'odierna Algeria, è un'antica sede episcopale della provincia romana della Mauritania Cesariense.
Le fonti documentarie attestano l'esistenza di due diocesi Nobensis o Novensis in Mauritania Cesariense. Ne è prova la lista dei vescovi della Mauritania Cesariense convocati a Cartagine dal re vandalo Unerico nel 484, dove compaiono al 19º posto Verecondo e al 93º posto Miggino. Un altro vescovo Novensis Felice, partecipò alla conferenza di Cartagine del 411, che vide riuniti assieme i vescovi cattolici e donatisti dell'Africa romana; non è tuttavia chiara la sua provincia di appartenenza, Toulotte infatti lo assegna alla provincia della Numidia.
Dal 1933 Noba è annoverata tra le sedi vescovili titolari della Chiesa cattolica; dal 3 dicembre 2018 il vescovo titolare è Janusz Mastalski, vescovo ausiliare di Cracovia.

## Cronotassi

### Vescovi residenti
- Felice † (menzionato nel 411)
- Verecondo e Miggino † (menzionati nel 484)

### Vescovi titolari
- William Joseph Trudel, M.Afr. † (25 aprile 1933 - 6 ottobre 1968 deceduto)
- Eduardo Koaik † (22 ottobre 1973 - 30 novembre 1979 nominato vescovo coadiutore di Piracicaba)
- Hubert Marie Pierre Dominique Barbier (6 ottobre 1980 - 19 maggio 1984 nominato vescovo di Annecy)
- Romeo Panciroli, M.C.C.I. † (6 novembre 1984 - 16 marzo 2006 deceduto)
- Fernando Natalio Chomalí Garib (6 aprile 2006 - 20 aprile 2011 nominato arcivescovo di Concepción)
- Gilson Andrade da Silva (27 luglio 2011 - 27 giugno 2018 nominato vescovo coadiutore di Nova Iguaçu)
- Janusz Mastalski, dal 3 dicembre 2018